# アンブラキアのクレオンブロトス
クレオンブロトス（希: Κλεόμβροτος、ラテン文字転写：Cleombrotos）は、アンブラキアで生まれた哲学者である。
クレオンブロトスはソクラテスの弟子であり、プラトンによればアテナイ市民の告発により師が刑死した時クレオンブロトスはアイギナ島におり、師の臨終に立ち会えなかった。また、カリマコスは、魂の不死を述べた『パイドン』を読んだクレオンブロトスは高い城壁から身を投げて死んだとその『エピグラム』の中で述べている。

## 註
1. ↑  プラトン, 『パイドン』, 59B
2. ↑  カリマコス, 『エピグラム』, AP. vii. 471